# Lycaeides valesiaca
Lycaeides valesiaca är en fjärilsart som beskrevs av Charles Oberthür 1904. Lycaeides valesiaca ingår i släktet Lycaeides och familjen juvelvingar. Inga underarter finns listade i Catalogue of Life.